# Сент-Джон (Барбадос)
Сент-Джон (англ. Saint-John) — приход в восточной части Барбадоса.
На территории прихода находится средняя школа The Lodge School, а также приходская церковь Св. Джона, из окон которой открывается живописный вид на Атлантический океан. На юго-востоке прихода береговая линия поворачивает на север, образуя небольшой залив Консет.